# Abapeba luctuosa
Abapeba luctuosa är en spindelart som först beskrevs av F. O. Pickard-Cambridge 1899.  Abapeba luctuosa ingår i släktet Abapeba och familjen flinkspindlar. Inga underarter finns listade i Catalogue of Life.